# Diablo, Kalifornien
Diablo är en ort i Contra Costa County i delstaten Kalifornien, USA.